# Chlorurus sordidus
Chlorurus sordidus là một loài cá biển thuộc chi Chlorurus trong họ Cá mó. Loài này được mô tả lần đầu tiên vào năm 1775.

## Từ nguyên
Tính từ định danh của loài này trong tiếng Latinh có nghĩa là "dơ bẩn", hàm ý đề cập đến màu gỉ sét (nâu đỏ) của cá cái.

## Phạm vi phân bố và môi trường sống
C. sordidus được cho là có phạm vi trải rộng trên khắp khu vực Ấn Độ Dương - Thái Bình Dương, tuy nhiên quần thể hiện tại của chúng chỉ giới hạn ở Ấn Độ Dương, và quần thể còn lại ở Thái Bình Dương là của loài Chlorurus spilurus. Việc phân loại dựa trên sự khác biệt về trình tự ty thể và hình thái. Theo J. H. Choat, có khả năng quần thể C. sordidus ở Biển Đỏ cũng sẽ là một loài riêng biệt.
Từ Biển Đỏ và vịnh Ba Tư, loài này được ghi nhận tại bờ biển Oman và Yemen, dọc theo bờ biển Đông Phi về phía nam đến Nam Phi; bao gồm Madagascar và các đảo quốc xung quanh; từ bờ biển phía nam Ấn Độ trải dài đến Maldives, Sri Lanka và quần đảo Chagos; từ biển Andaman trải dài xuống đảo Sumatra và Java (Indonesia), cũng như quần đảo Cocos (Keeling) và đảo Giáng Sinh (Úc).
C. sordidus sống gần các rạn san hô viền bờ và rạn san hô trong các đầm phá ở độ sâu đến ít nhất là 50 m; cá con có thể sống trong các thảm cỏ biển.

## Mô tả
C. sordidus có chiều dài cơ thể tối đa được biết đến là 40 cm. Thân thuôn dài, hình bầu dục, mõm tròn. Vây đuôi cụt, hơi lõm ở nhiều cá thể đực lớn. C. sordidus đực có thân màu xanh lục lam sẫm với các vạch màu hồng tím trên vảy. Đầu và cuống đuôi có màu xanh sáng hơn thân. Trên mõm có một dải màu tím nổi bật. Trên môi và dưới cằm có các vệt màu xanh. Hai bên má có thể có màu vàng lục. Ở khu vực Biển Đỏ, nhiều cá thể C. sordidus đực có thân sẫm nâu.
Cá cái có màu nâu đỏ (đỏ tươi ở quanh miệng và vùng dưới đầu), có các hàng đốm trắng dọc hai bên thân. Một vùng màu trắng chứa một đốm nâu bên trong thường xuất hiện ở cuống đuôi. Vùng trắng này và các hàng đốm trắng có thể biến mất và nhanh chóng xuất hiện trở lại. Cá con màu nâu sẫm với các sọc ngang màu trắng đến vàng nhạt.
Số gai vây lưng: 9; Số tia vây ở vây lưng: 10; Số gai vây hậu môn: 3; Số tia vây ở vây hậu môn: 9; Số tia vây ở vây ngực: 15.

## Sinh thái học
Thức ăn của C. sordidus là tảo. C. sordidus có xu hướng hợp thành đàn và cùng kiếm ăn trên các rạn san hô. C. sordidus là một loài lưỡng tính tiền nữ, tức cá đực là từ cá cái chuyển đổi giới tính mà thành.
C. sordidus được đánh bắt để làm thực phẩm.